# Pan-Andromeda Archaeological Survey
Pan-Andromeda Archaeological Survey (PAndAS) è un'indagine astronomica su larga scala che utilizza il Canada-France-Hawaii Telescope.
L'indagine sta esplorando la struttura e il contenuto della Galassia di Andromeda (M31) e della sua vicina, la Galassia del Triangolo (M33). Gli indizi sulla formazione di queste galassie potrebbero risiedere all'interno del vasto spazio studiato. PAndAS è alla ricerca di questa storia, da cui il termine "archeologia galattica".
Il progetto è guidato dal dott. Alan McConnachie presso l'Istituto Herzberg di Astrofisica (NRC-HIA), e coinvolge oltre venticinque ricercatori di quell'istituto, nonché di università in Canada, Francia, Stati Uniti, Regno Unito, Germania e Australia.

## Scoperte
Nel gennaio 2013, il team di PAndAS annuncia la scoperta di numerose piccole galassie in rotazione attorno ad Andromeda.